# Elettroshock (film)
Elettroshock (Shock Treatment) è un film del 1964 di produzione statunitense diretto da Denis Sanders.
Il film si basa sul romanzo Shock Treatment (1961) scritto da Winfred Van Atta.

## Trama
Martin Ashley taglia la testa della ricchissima signora Townsend con delle grosse cesoie da giardinaggio.
Al processo appare che, nell'occasione, un'ingentissima quantità di banconote, tesaurizzate dall'eccentrica vittima, sia stata data alle fiamme; in ogni caso Martin – grazie al contributo dell'eminente psichiatra Edwina Beighley - viene ritenuto insano di mente e condannato all'internamento nell'ospedale psichiatrico gestito proprio dalla Beighley. Harley Manning, l'esecutore testamentario della defunta, è convintissimo che Martin stia fingendosi pazzo, e che abbia nascosto da qualche parte il denaro: perciò egli assolda l'attore Dale Nelson perché si introduca, come degente, nello stesso manicomio e scopra qualcosa in merito.
Dale scopre che la dottoressa Beighley è in realtà convinta che Martin abbia nascosto il denaro, e, tramite sedute di ipnosi, tenta di farsi rivelare il nascondiglio, in modo da poter utilizzare la somma per continuare i propri – totalmente illegali – esperimenti di elettroshock e di tossicologia, condotti su animali ma anche su esseri umani. Non esiste l'attore perfetto. Infatti la Beighley, da parte sua, scopre che Dale è solo un attore, e ritiene che sia – come lei – in cerca del denaro: per tale motivo pratica su di lui una serie di iniezioni di una sostanza che induce catatonia, in modo da indurre la corte a prolungare la permanenza di Dale nell'ospedale, ed impedirgli di giungere al denaro prima di lei.
Non esiste neppure lo psichiatra perfetto: in qualche maniera il trattamento da lei inflitto a Dale mostra delle pecche, e, in un momento di lucidità egli evade dall'istituzione. Si reca da Harley Manning, solo per imbattersi nella camera ardente allestita in casa sua: Manning è morto da poco. La segretaria del defunto, a cui Dale si rivolge, non è edotta sugli accordi intercorsi fra Manning e Dale, e, sospettosa, chiama la polizia. Forse l'ultima possibilità di rinvenire il patrimonio – se esiste - della signora Townsend (e il compenso di Dale) pare svanire.
Ma caso vuole che, sulla via di fuga, Dale si imbatta nella Beighley e in Martin Ashley, che la dottoressa ha evidentemente infine convinto a rivelarle il nascondiglio. Dal grosso sacco che Martin estrae da sotto terra non emergono però banconote, ma solo le loro ceneri. Martin, in quel frangente, rimane ucciso in un incidente.
Al processo la dottoressa Beighley, che ripete ossessivamente affermazioni sconclusionate e mostra comportamenti altrettanto bizzarri, viene giudicata insana di mente. Verrà rinchiusa proprio nell'ospedale psichiatrico da lei stessa gestito solo poco tempo prima. 